# Kenan Kolat

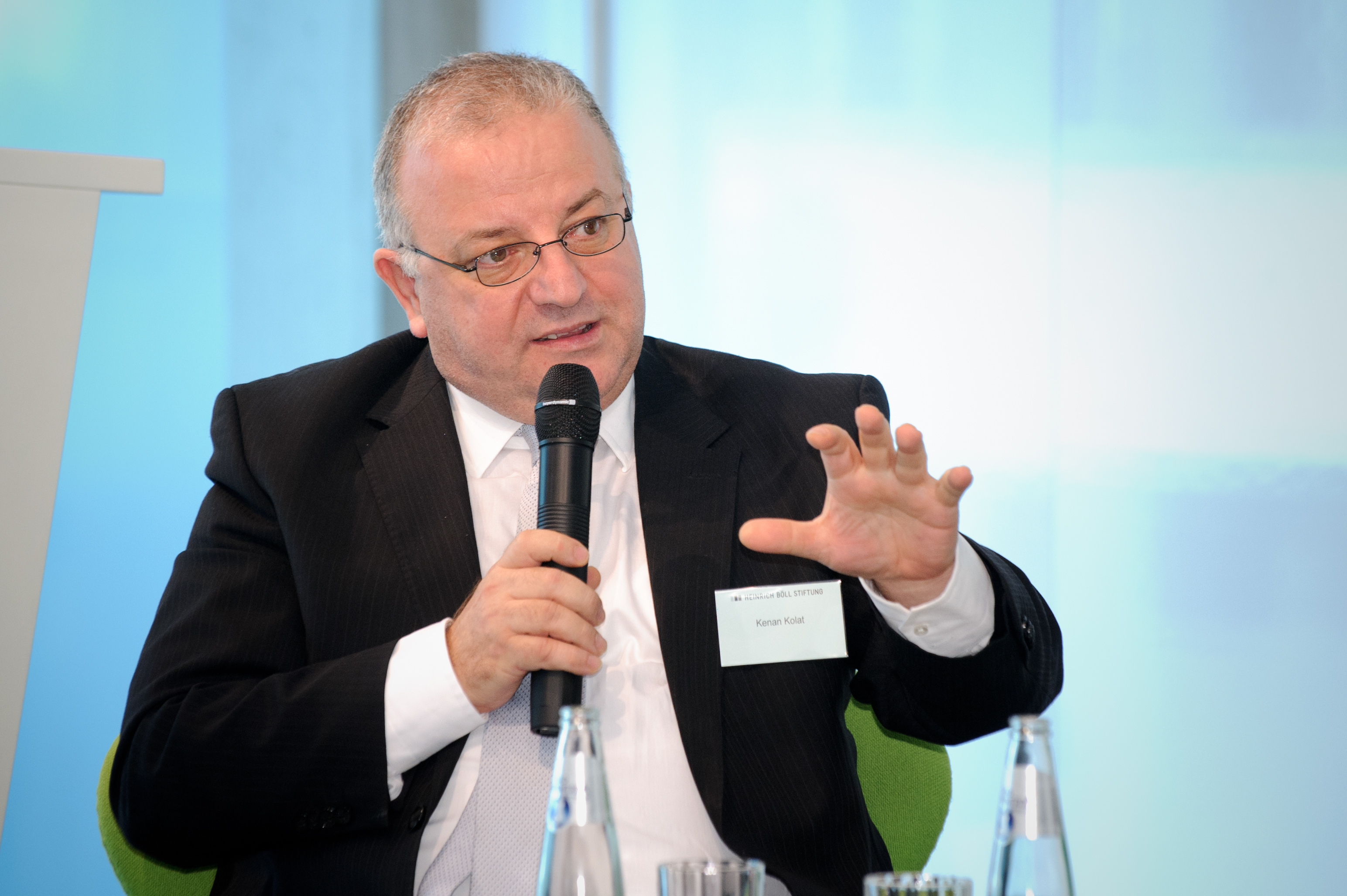
Kenan Kolat, 2011

Kenan Kolat (* 24. August 1959 in Istanbul) war von 2005 bis 2014 Bundesvorsitzender der Türkischen Gemeinde in Deutschland e. V. (TGD). Der Diplom-Ingenieur (Seeverkehrstechnologie) ist deutscher und türkischer Staatsbürger. Kolat ist Mitglied der SPD.

## Leben
Kolat kam im Alter von 21 Jahren nach Berlin. Er war bis 2017 mit Dilek Kolat, die 2011 Senatorin für Arbeit, Integration und Frauen des Landes Berlin wurde, verheiratet. Um Interessenkollisionen aus dem Weg zu gehen, nachdem seine Ehefrau Senatorin geworden war, legte Kenan Kolat Ende 2011 sein Amt als bezahlter Geschäftsführer des Türkischen Bundes in Berlin-Brandenburg nieder.

## Bundesvorsitzender der Türkischen Gemeinde in Deutschland e. V.
Das Amt des Bundesvorsitzenden der TGD trat Kolat am 22. Oktober 2005 in Nachfolge von Hakkı Keskin an und gab es am 10. Mai 2014 ab, damals unter Angabe gesundheitlicher Gründe. Am 8. April 2015 wurde bekannt, dass Kolat wegen angeblicher finanzieller Unregelmäßigkeiten vom Berliner Landesverband gedrängt wurde, nicht wieder anzutreten. Im März 2015 erfolgte eine Selbstanzeige Kolats bei der Berliner Staatsanwaltschaft, die daraufhin ein Ermittlungsverfahren wegen Untreue einleitete. Das Verfahren wurde wegen geringer Schuld im April 2015 eingestellt.

## Positionen und Stellungnahmen
Anfang 2008 bezeichnete Kolat die Art der Wahlkampfführung des hessischen Ministerpräsidenten Roland Koch als „politische Brandstiftung“. Von Bundeskanzlerin Angela Merkel und der Bundesintegrationsbeauftragten Maria Böhmer, die sich beide an die Seite des hessischen CDU-Chefs gestellt hatten, zeigte sich Kolat „sehr enttäuscht“.
In einem Zeitungsinterview mit der Berliner Zeitung vom 13. Oktober 2009 meinte Kolat, in Bezug auf türkischstämmige Einwanderer in Deutschland solle lieber von „Partizipation als Integration“ gesprochen werden. „Integration wird von der Mehrheit als vollständige Anpassung an die Mehrheitsgesellschaft und in Teilen als Assimilation verstanden. Partizipation ist dagegen die Teilhabe an allen möglichen Lebensbereichen. Beide Seiten sind dann aufgefordert, sich zu beteiligen“, führte er weiter aus und forderte: „Auch die deutschstämmige Bevölkerung muss sich auf die Zuwanderer einlassen.“
Kolat nahm neben den Integrationsgipfelkonferenzen auch an den im Jahr 2006 vom damaligen Minister des Innern Wolfgang Schäuble begründeten Deutschen Islamkonferenzen teil. Die Ergebnisse der Islamkonferenz 2011 unter Leitung von Bundesminister Hans-Peter Friedrich wurden von Kolat kritisiert.
Im Jahr 2009 kritisierte Kolat die Aufnahme der Themen Völkermord an den Armeniern bzw. dessen Leugnung in die Lehrpläne und Schulbücher des Bundeslandes Brandenburg sowie ein damals geplantes Denkmal für Johannes Lepsius und kündigte ein entsprechendes Beschwerdeschreiben an Bundeskanzlerin Merkel an. Diese „geschichtlichen Ereignisse“ seien „bisher unzureichend und einseitig behandelt worden“, das Thema „gefährde den inneren Frieden“ türkischer Schüler und könne diese unter „psychologischen Druck“ setzen. Die FAZ bewertete Kolats Intervention als „diskriminierenden Versuch, türkische Schüler zu entmündigen“.
Im Juli 2013 kritisierte Kolat das gewaltsame Vorgehen der türkischen Regierung gegenüber den Demonstranten bei den Protesten in der Türkei 2013 und forderte einen Aufschub der Beitrittsverhandlungen der Türkei mit der Europäischen Union. Das Verhalten des türkischen Ministerpräsidenten Erdoğan im Zuge der Proteste der Bevölkerung gegen ihn bezeichnete Kolat als „faschistoid“ und „Willkür-Politik“. Faschistoid sei die Durchsetzung Erdoğans eigener Interessen mit Gewalt.
Nach der Bundestagswahl 2013 äußerte Kolat während einer TGD-Sitzung in Baden-Württemberg, dass die doppelte Staatsbürgerschaft „die wichtigste Tagesordnung der TGD“ sei. „Die SPD hat sie uns versprochen. Wenn die SPD zum zweiten Mal ihr Versprechen bricht und türkischstämmige Wähler enttäuscht, werden die Türken dies nicht vergessen.“ Er verwies in diesem Zusammenhang darauf, dass 35 % der Bevölkerung in Deutschland unter sechs Jahren einen Migrationshintergrund hätten: „In zwanzig Jahren wird dieser Anteil noch höher sein. Jetzt schon ist in manchen Städten dieser Anteil auf über 75 % gewachsen. Deutschland muss diese Realität sehen.“ Diese Menschen werden Deutschland regieren und führen, betonte Kolat.

## Auszeichnungen
- 2013 „Estrongo Nachama Preis für Zivilcourage und Toleranz“ der Berliner Stiftung Meridian[12]